# Ádám Kósa

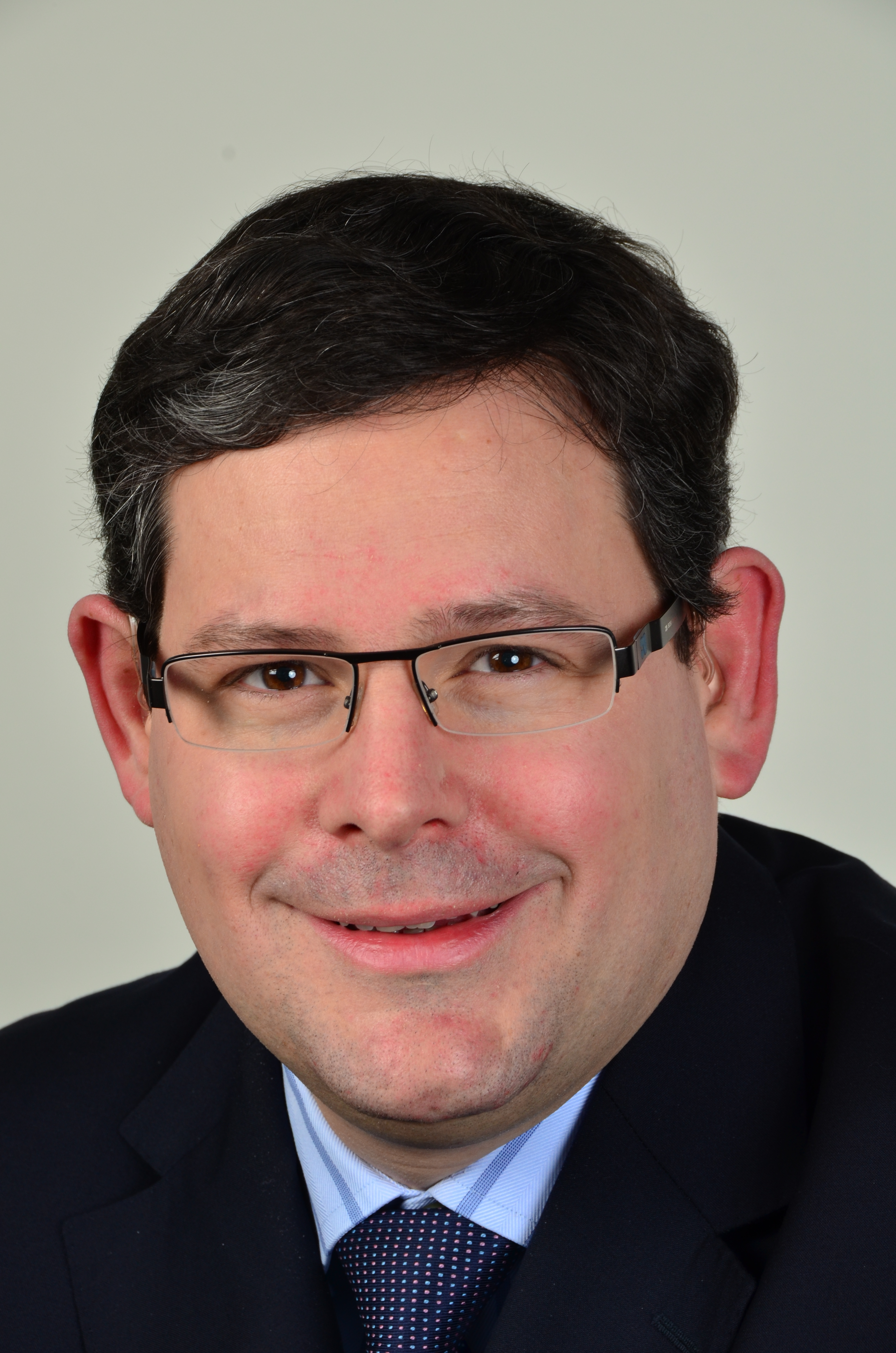
Kósa, 2014

Ádám Kósa (* 1. Juli 1975 in Budapest) ist ein ungarischer Politiker (Fidesz). Seit der Europawahl 2009 ist er das erste gehörlose Mitglied des Europäischen Parlaments.

## Leben
Nach einem Studium der Rechtswissenschaft an der Katholischen Péter-Pázmány-Universität arbeitete Kósa ab 2005 im ungarischen Justizministerium. Zudem war er Mitglied der Anwaltskammer in Budapest und Sportmanager an der Semmelweis-Universität.
Ab 2001 war Kósa Vorstandsmitglied, seit 2005 Vorsitzender der Ungarischen Vereinigung der Gehörlosen und Schwerhörigen (SINOSZ). 2006 wurde er Mitglied im Rechtsausschuss der Europäischen Vereinigung der Gehörlosen (EUD) sowie im Rechtsausschuss des Internationalen Komitees für Gehörlosensport (ICSD). Zudem ist er seit 2005 Mitglied, von 2006 bis 2008 stellvertretender Vorsitzender, seit 2008 Vorsitzender des Nationalen Behindertenrats in Ungarn. 2008 wurde er Mitglied im Rechtsausschuss des Weltverbands der Gehörlosen (WFD).
Bei der Europawahl in Ungarn 2009 wurde Kósa für die konservative Partei Fidesz in das Europäische Parlament gewählt Dort gehört er wie alle Fidesz-Abgeordneten der Fraktion der Europäischen Volkspartei (EVP) an und ist Mitglied im Ausschuss für Beschäftigung und soziale Angelegenheiten sowie in der Delegation für die Beziehungen zu Japan.